# Wangen-Brüttisellen
Wangen-Brüttisellen (do 1976 Wangen) – miejscowość i gmina (Politische Gemeinde) w północnej Szwajcarii, w kantonie Zurych, w okręgu (Bezirk) Uster. 
Gmina została po raz pierwszy wspomniana w dokumentach w 1148 roku jako Britisseldon. W 1242 roku została wspomniana jako Wangen apud Glatto.

## Demografia
W Wangen-Brüttisellen mieszka 8097 osób. W 2010 roku 27,8% populacji gminy stanowiły osoby urodzone poza Szwajcarią.
W 2000 roku 81,5% populacji mówiło w języku niemieckim, 5,3% w języku włoskim, a 2,8% w języku albańskim.

Zmiany w liczbie ludności na przestrzeni lat przedstawia poniższy wykres:

## Transport
Przez teren gminy przebiegają autostrady A1, A4 i A15 oraz droga główna nr 1.
Na terenie gminy leży część lotniska wojskowego Dübendorf.